# 그린 파파야 향기
그린 파파야 향기(Mui Du Du Xanh: L'Odeur De La Papaye Verte, The Scent Of Green Papaya)는 베트남에서 제작된 트란 안 훙 감독의 1993년 영화이다. 트란 누 엔 케 등이 주연으로 출연하였고 크리스토프 로씨뇽 등이 제작에 참여하였다.

## 출연

### 주연
- 트란 누 엔 케
- 만 상 루

### 조연
- 티 록 트루옹
- 안 호아 뉴엔
- 호아 호이 뷰옹
- 녹 트룽 트란

## 제작진
- 미술: 알랑 네그레